# Moskee van Al-Fadeekh
De Moskee van Al-Fadeekh (Arabisch: مسجد الفضيخ), of Asy-Syams Moskee, is een moskee in de Saudische stad Medina. De moskee werd door de profeet Mohammed en zijn metgezellen gebruikt om te bidden toen ze werden omringd door hun vijanden, en later werd het genoemd als Moskee van Bani Nadhir. Aan de andere kant wordt er gezegd dat de vers uit de Koran die alcohol verbiedt hier is neergedaald, en moslims hebben de alcohol hier vervolgens gemorst. Gezien het belang van deze religieuze gebeurtenis, die te maken heeft met de gehoorzaamheid aan de religieuze ordes, werd de moskee later omgedoopt tot Al-Fadeekh, wat een drankje betekent gemaakt door dadelpalmen voordat ze worden gekookt.
De moskee bevindt zich in Wadi Mudzainab in het centrum van Medina, ongeveer 3,5 km van de Moskee van de Profeet en 1 km van de Quba-moskee.